# Hanne Thanning Jacobsen
Hanne Thanning Jacobsen (født 16. januar 1936 i Gentofte, død 3. juni 1996) var en dansk lærer og politiker. Hun var medlem af Folketinget, valgt for Socialistisk Folkeparti i Fyns Amtskreds fra 1984 til 1994.

## Opvækst, uddannelse og erhverv
Hanne Thanning Jacobsen blev født i 1936 i Gentofte som datter af murerarbejdsmand August Jensen og rengøringsassistent Ida Jensen. Hun tog realeksamen på Holmegårdsskolen i Hvidovre i  1952 og var kontorelev fra 1952 til 1954. Efterfølgende læste hun til lærer og fik lærereksamen fra Hellerup Seminarium i 1959. Hun tog årskursus på Danmarks Lærerhøjskole 1976-1977.
Jacobsen var folkeskolelærer fra 1959 og var ved Agedrup Skole i Odense fra 1962. Hun var medlem af skolens skolenævn 1979-1982 og lærerrådsformand 1980-1982.
Hun blev medlem af Agedrup Sogns Menighedsråd i 1980.

## Politisk karriere
Jacobsen blev formand for Socialistisk Folkeparti (SF) i Odense i 1982 og var medlem af SF's fredspolitiske udvalg fra 1982.
Hun var medlem af Folketinget valgt i Fyns Amtskreds fra 10. januar 1984 – 21. september 1994.
| Valg                  | Opstillingskreds   | Personlige stemmer | Valgt |
| --------------------- | ------------------ | ------------------ | ----- |
| Folketingsvalget 1984 | Odense Syd-kredsen | 1729               | ja    |
| Folketingsvalget 1987 | Odense Øst-kredsen | 5834               | ja    |
| Folketingsvalget 1988 | Odense Øst-kredsen | 6177               | ja    |
| Folketingsvalget 1990 | Odense Øst-kredsen | 2938               | ja    |

Hun var medredaktør af Oprustning, omrustning, nedrustning, fred, 1983.